# Sigatokarivier

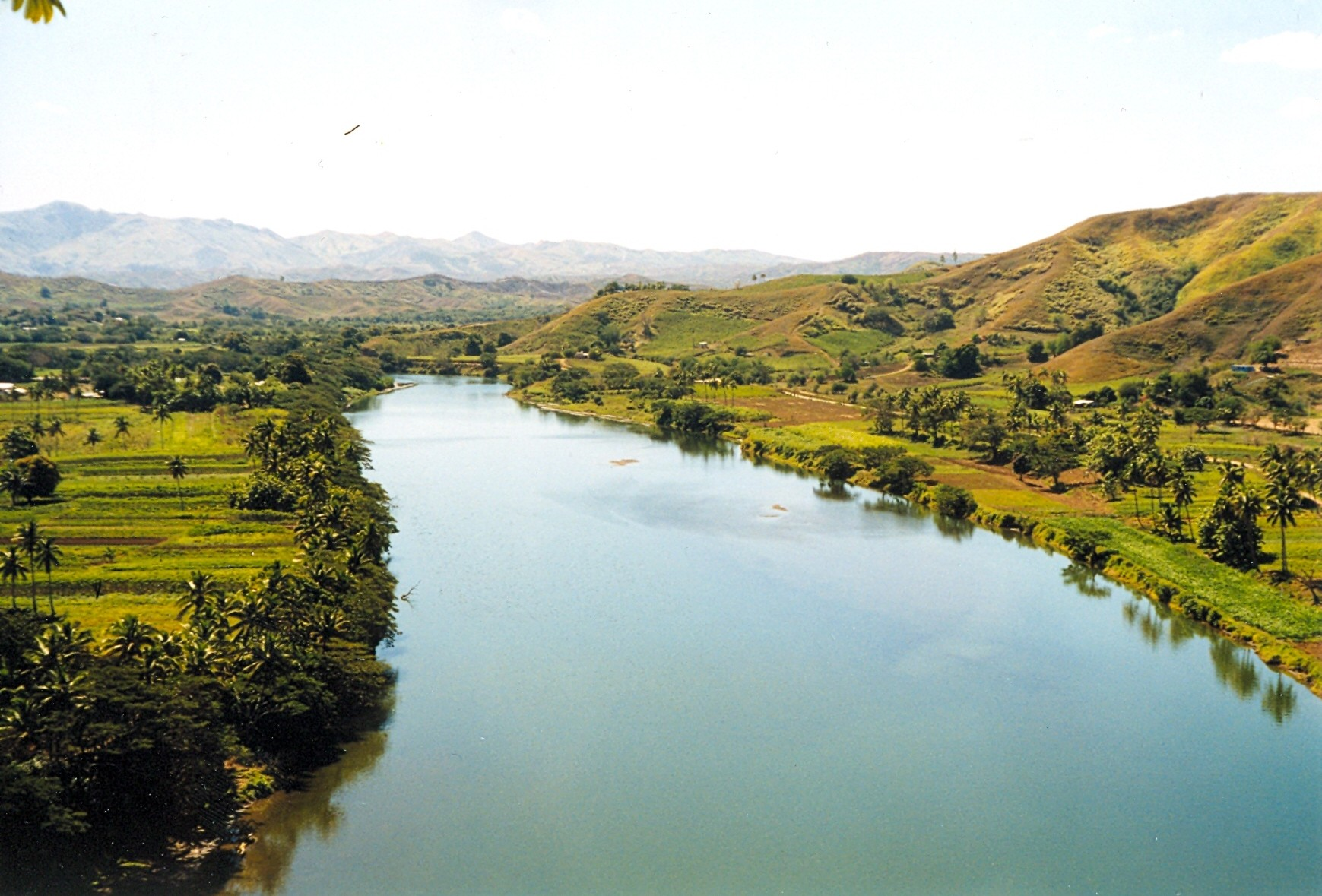
De Sigatokarivier

De Sigatokarivier (ook: Singatokarivier) is een rivier op het Fidji-eiland Viti Levu met een lengte van ongeveer 115 kilometer. De rivier ontspringt in het midden van het eiland aan de westkant van de Tomaniviberg en stroomt in zuidwestelijke richting naar de Grote Oceaan, met aan de monding de stad Sigatoka. In sommige delen van het binnenland is het de voornaamste verkeersroute.